# Те победиха (скулптура)
Вижте пояснителната страница за други значения на Те победиха.
„Те победиха“ е скулптурна композиция от Иван Лазаров, съхранявана в Националния исторически музей в София.
Изобразява крачещи в калта един до друг човек и бивол. Вдъхновява Йордан Йовков да създаде едноименния си разказ.
Изработена е от младия Лазаров, току-що завършил Художествено-индустриалното училище през 1912 г. в класа на скулптора Жеко Спиридонов, в който учи бъдещия професор. Това става във време на изключително тежка обществено-политическа и икономическа ситуация за България, воюваща в Балканската война. Тогава създава няколко произведения, събиращи вниманието на всички около неговия развиващ се талант.
Композициите „Те победиха“ и „На нож“ са направени към края на войната през 1913 г. Те са синтез на видяното, съпреживяното и претворено с човешка интерпретация на хилядите съдби от онова време.